# Broughton in Furness
Broughton in Furness – miasto w Anglii, w Kumbrii, w dystrykcie (unitary authority) Westmorland and Furness. Leży 71 km na południe od miasta Carlisle i 371 km na północny zachód od Londynu.